# Anoplophora glabripennis
Espèce
Synonymes
- Anoplophora nobilis

Anoplophora glabripennis, le longicorne asiatique ou capricorne asiatique, est une espèce d'insectes coléoptères originaire de Chine ou de Corée. Ce sont des insectes xylophages, qui attaquent diverses espèces de feuillus, et dont les larves creusent des galeries sous l’écorce des branches et du tronc. L'espèce est devenue envahissante en Amérique du Nord et en Europe centrale.

## Description
L'imago, qui mesure environ 3 cm sans les antennes, est noir brillant avec des taches claires de nombre et de formes variables. Les antennes à 11 segments sont annelées de taches blanches à reflets bleutés. Elles sont 2,5 fois plus grandes que le corps chez les mâles et 1,3 fois plus grandes chez les femelles. La partie antérieure des élytres est lisse (chez Anoplophora chinensis, autre espèce envahissante, elle est granuleuse).
Les larves de capricorne asiatique sont longues jusqu’à 55 mm, de couleur blanc crème. Elles sont caractérisées par l’absence de pattes thoraciques. Les larves possèdent un motif en forme de créneau sur le pronotum.

## Indices d'infestation
Outre la présence d’un capricorne blanc et noir d’au moins 2 cm de long, aux élytres brillantes, les indices d’invasion sont des traces de ponte en forme d’entonnoir ou en fente dans l’écorce des arbres ou encore des orifices circulaires d’environ 1 cm de diamètre.

Des traces de forage dans l’écorce verte de rameaux fins ou de pétioles ou des rejets de sciure fine ou grossière sur l’écorce ou au pied du tronc d'arbre sont d’autres signaux d'une possible présence du capricorne, de même que la présence de coulées de sève (provenant des lieux de ponte et des orifices) ou par des branches ou parties de couronnes dépérissantes.

## Lutte contre l'invasion
Originellement, le capricorne asiatique vit sur des feuillus en Asie de l'Est.
Les premiers individus seraient arrivés en Europe et en Amérique via l'extension du commerce international, par le biais de palettes en bois infestées, avant que le traitement du bois de palettes ne devienne obligatoire.

### En Europe
L'espèce étant reconnue comme nuisible pour les populations de feuillus de haut jet, l'Union européenne a pris des mesures particulières. Une décision d'exécution du 9 juin 2015 rendue par la Commission européenne ordonne l'abattage systématique des arbres infestés ainsi que les arbres susceptibles de l'être dans un rayon de 100 m.

#### Situation en France
Le premier foyer détecté en France a été recensé à Gien, en 2003.
Un deuxième foyer français a été découvert en 2008 en Alsace ; la Société alsacienne d'entomologie (SAE) en fait état : un imago, quelques nymphes, des œufs et plus de 200 larves dans deux peupliers du port du Rhin de Strasbourg. Les arbres ont été détruits et la zone sera l'objet de suivis réglementaires pendant au moins quatre ans. Durant l'été 2010, trois autres arbres infestés ont été signalés (SAE) puis abattus dans ce même foyer. Fin 2010, tous les feuillus ont été abattus dans un périmètre de 250 m, ce qui a permis de déceler d'autres arbres infestés.[réf. nécessaire]
En 2013, le capricorne asiatique a également été découvert à Furiani, en Haute-Corse.
Un cinquième foyer a été détecté en Rhône-Alpes dans la commune de Divonne-les-Bains (Ain) en août 2016. Onze arbres ont été détruits.
L'insecte a été identifié à Dijon où il ne s'est pas installé durablement (un individu isolé), et à Sainte-Anne-sur-Brivet où le foyer a été éradiqué[réf. nécessaire].
À Royan, des chiens renifleurs sont utilisés dans le quartier de Pontaillac pour identifier les arbres infestés à détruire.

#### Situation en Allemagne
En Allemagne, l'infestation conduit également à l'abattage systématique des arbres selon l'application de la décision d'exécution.

### Aux États-Unis
À l'inverse de l'Europe, les États-Unis autorisent le traitement des infestations au moyens de produits chimiques.

## Illustrations

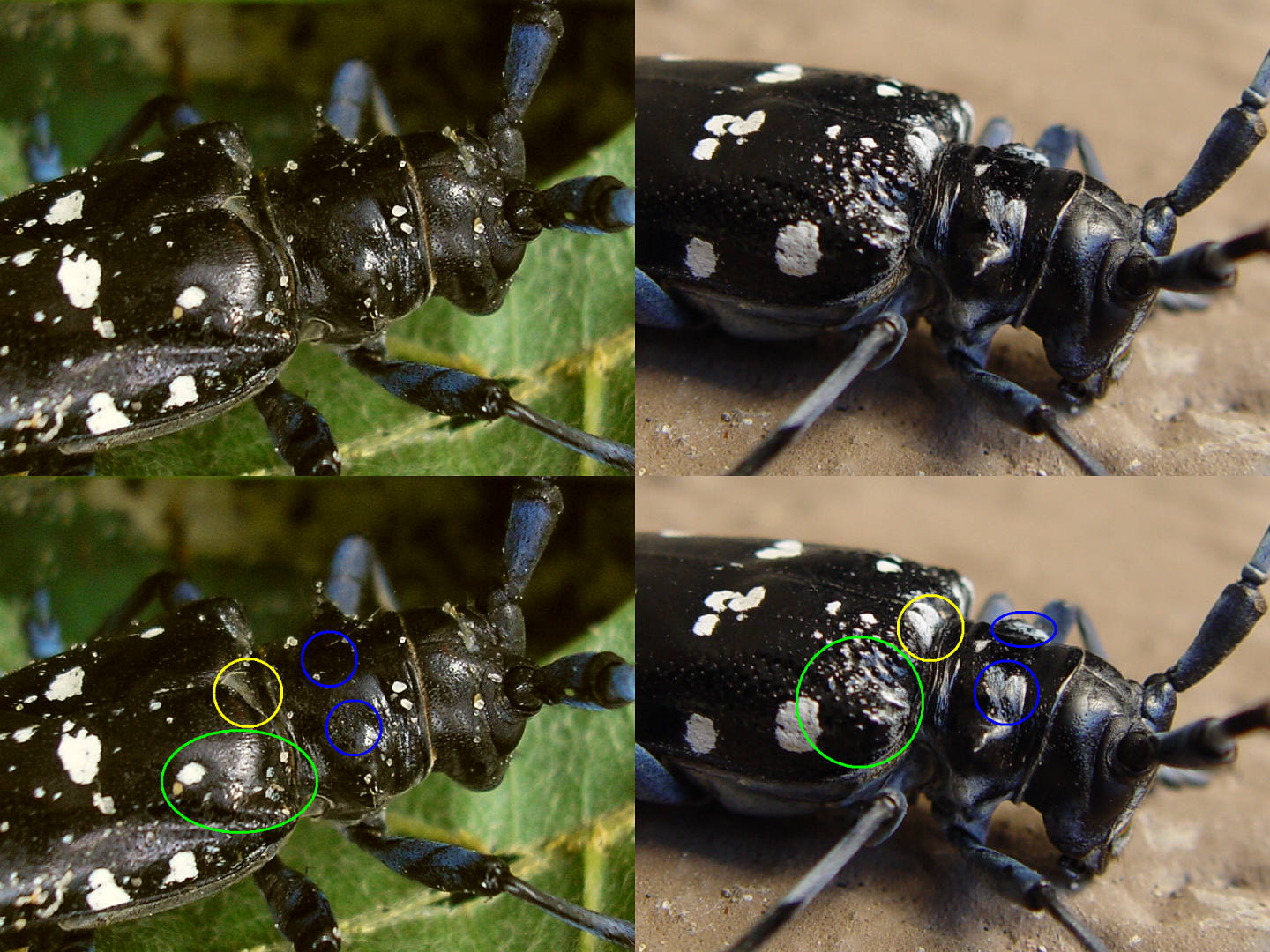
A. glabripennis versus A. chinensis malasiaca
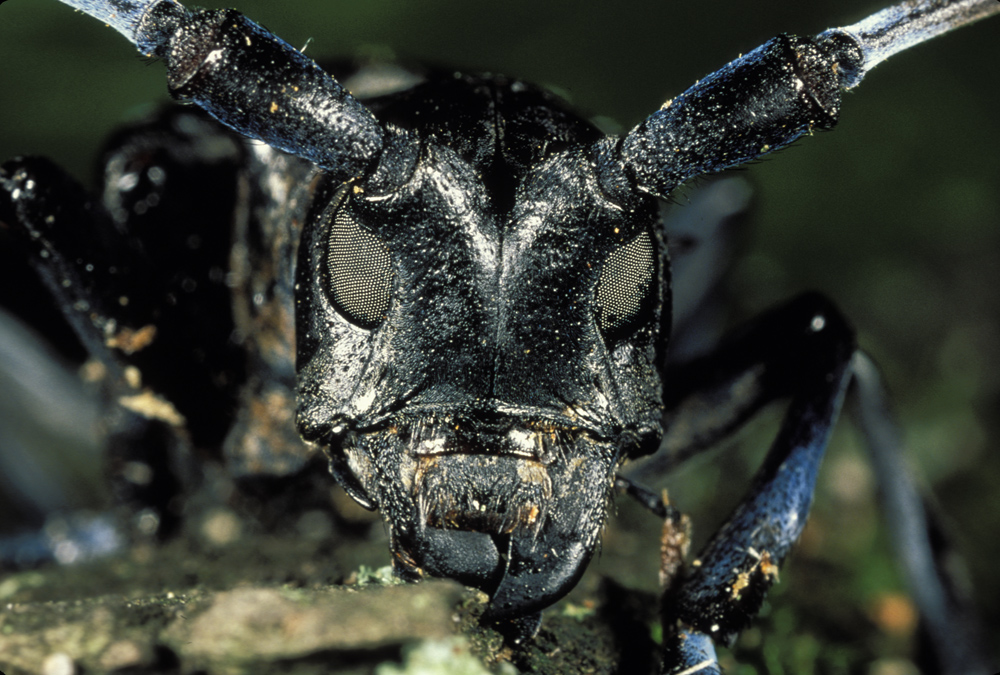
Détail des mandibules d'Anoplophora glabripennis
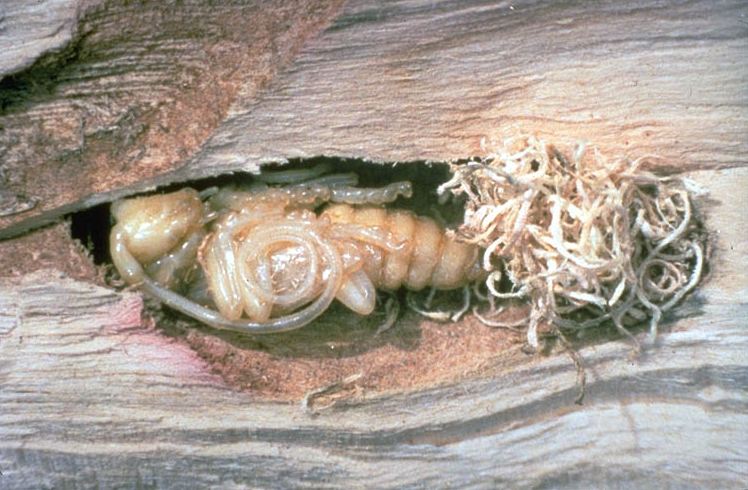
Nymphe du Capricorne asiatique dans sa loge nymphale